# ارماننو پالمیری
ارماننو پالمیری (انگلیسی: Ermanno Palmieri; ۹ سپتامبر ۱۹۲۱ – 1982) بازیکن فوتبال اهل ایتالیا بود.
از باشگاه‌هایی که در آن بازی کرده‌است می‌توان به باشگاه فوتبال آ.اس. رم اشاره کرد.